# عدد البؤرة

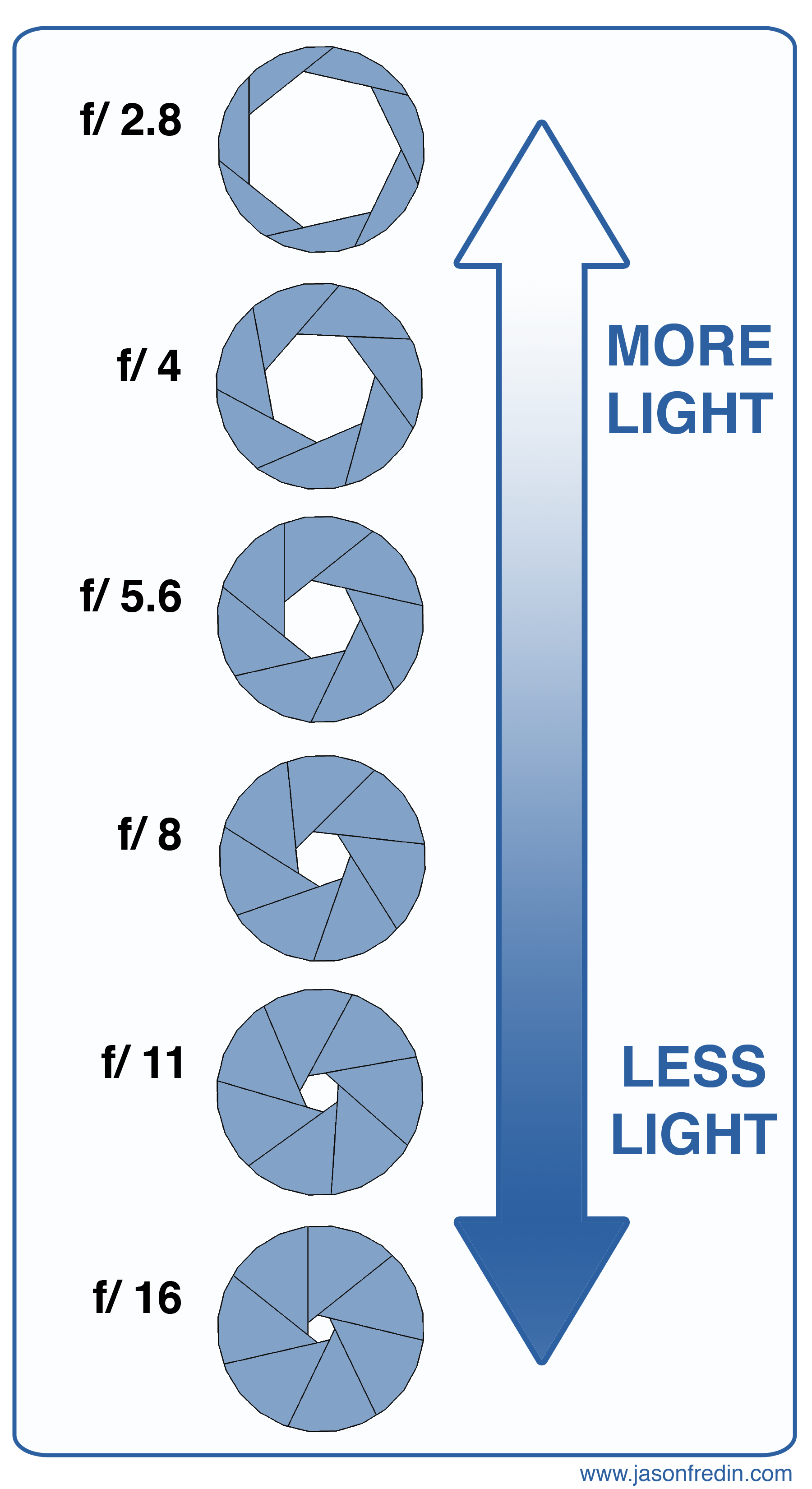

في الكامرات يوجد خاصية تسمى بفتحة العدسة (Aperture) وهي الفتحة التي يمر من خلالها الضوء فلو كانت فتحة العدسة (Aperture) صغيرة (f22) فسوف تدخل كمية قليلة من الضوء فيجب على المصور تقليل سرعة الغالق (shutter speed) ولو كانت فتحة العدسة (Aperture) كبيرة (f2.8) فسوف تدخل كمية كبيرة من الضوء فيجب على المصور زيادة سرعة الغالق (shutter speed) ويكون التحكم في فتحة العدسة بشكل كامل في الكامرات الاحترافية (DSLR) أو شبه الاحترافية ولكن في الكامرات المدمجة يكون التحكم في فتحة العدسة بشكل اوتوماتيكي.

## احجام فتحات العدسات (F-number)
هناك احجام لفتحة العدسة (Aperture) من (F1.2) إلى (F44) وقد تصل في بعض الكامرات إلى أكثر أقل من هذه الأحجام وكلما كانت فتحة العدسة (Aperture) ذات رقم صغير كانت فتحة العدسة (Aperture) أكبر والعكس صحيح، كلما كانت فتحة العدسة (Aperture) ذات رقم أكبر كانت فتحة العدسة (Aperture) اصغر،

## استخدامات فتحة العدسة
تستخدم فتحة العدسة (Aperture) في مجالات مختلفة من أهمها تصوير الأشخاص ويستعمل في أغلب الأحيان فتحة عدسة (2.8) أو استعمال فتحة عدسة كبيرة نسبيا لانها تعمل على عزل صورة الشخص فتجد ان الشخص واضح بالنسبة لك ولكن ما خلفة غير واضح وهذا تاثير جميل يفضله كثير من المصورين، وفي التصوير الطبي يفضل استخدام فتحة عدسة (Aperture) ذات رقم كبير لتجعل جميع أجزاء الصورة كاملة داخل نطاق الوضوح فتجد اقرب جسم في الصورة وابعد جسم في الصورة جميعهم داخل نطاق الوضوح